# Fosa de Hikurangi

Mapa de Nueva Zelanda.

La fosa de Hikurangi (Hikurangi Trench o Hikurangi Trough en inglés) es una fosa lineal en el océano Pacífico cerca de la costa este de la isla Norte de Nueva Zelanda, entre el extremo sur del estrecho de Cook y la elevación de Chatham. Aunque es mucho menos profundo, es la continuación sur de la fosa de Kermadec y forma parte de la Zona de Subducción de Kermadec-Tonga. Representa la parte de la zona de subducción donde la gruesa meseta de Hikurangi se subduce bajo la corteza continental de la placa Indoaustraliana. Al contrario, las fosas de Kermadec y Tonga representan partes de la zona de subducción donde la corteza oceánica de la placa del Pacífico se está subduciendo por debajo de la corteza oceánica de la placa Indoaustraliana.
Pese a que es menos profunda que las fosas al norte de ella, la fosa de Hikurangi alcanza profundidades de 3.000 metros a una distancia de hasta tan solo 80 kilómetros de la costa. Su máxima profundidad es de 3.750 metros.
En el extremo sur de la fosa, cerca de la costa de Marlborough, Nueva Zelanda, el lecho marino se eleva estrepitosamente, y debido a los constantes vientos y mareas de esta zona, muchas especies de aguas profundas se pueden encontrar cerca de la costa. Esta fuente de alimentos atrae ballenas, por las cuales es famoso el pueblo de Kaikoura.
El límite de la placa continúa hasta tierra firme a lo largo de la falla de Hope. Allí, las placas se juntan en forma mucho más oblicua, exhibiendo transpresión en lugar de subducción.